# Anolis websteri
Anolis websteri är en ödleart som beskrevs av  Arnold 1980. Anolis websteri ingår i släktet anolisar, och familjen Polychrotidae. Inga underarter finns listade i Catalogue of Life.